# Shogo Seifert
Shogo Seifert (* Dezember 1993 in Heidelberg) ist ein deutsch-japanischer Jazzmusiker (Trompete, auch Altsaxophon, Klavier, Synthesizer, Komposition).

## Leben und Wirken
Seifert, dessen Mutter eine klassisch ausgebildete Pianistin ist, wuchs in einem musikalischen Umfeld auf und wurde bereits mit sechs Jahren in der Musikschule in afrikanischer Perkussion unterrichtet. Mit acht Jahren erhielt er klassischen Trompetenunterricht und mit 16 Jahren kam klassischer  Klavierunterricht dazu. 2014 zog er nach Dresden, wo er Jazztrompete an der Hochschule für Musik Carl Maria von Weber studierte, u. a. bei Malte Burba. Dieses Studium setzte er am Conservatoire National Supérieur de Musique et de Danse Paris bei Riccardo Del Fra sowie François Théberge und dann bei Sebastian Studnitzky am Jazz-Institut Berlin fort, wo er bei Bastian Stein den Masterabschluss in Jazzkomposition und Arrangement absolvierte.
Seifert, der heute in Berlin lebt, arbeitet in seinen eigenen Bands, aber auch als Solist verschiedener Formationen wie dem Improvisationsensemble Vier Föhne um Vincent Niessen, Lukas Heckers BBP und dem Oumuamua Orchestra von Evgenij Zelikman. Mit seinem Oktett Rauke veröffentlichte er 2025 sein Debütalbum Causes of Imagination bei Double Moon Records.